# Condado de Hamilton (Kansas)
O Condado de Hamilton é um dos 105 condados do estado americano de Kansas. A sede do condado é Syracuse, e sua maior cidade é Syracuse. O condado possui uma área de 2 584 km² (dos quais 3 km² estão cobertos por água), uma população de 2 670 habitantes, e uma densidade populacional de 1 hab/km² (segundo o censo nacional de 2000). O condado foi fundado em 20 de março de 1873.